# إيوين فيرجاسن
إيوين فيرجاسن (بالإنجليزية: Ewen Fergusson)‏ هو لاعب اتحاد الرغبي ودبلوماسي بريطاني، ولد في 28 أكتوبر 1932، وتوفي في 20 أبريل 2017.